# Abell 1185

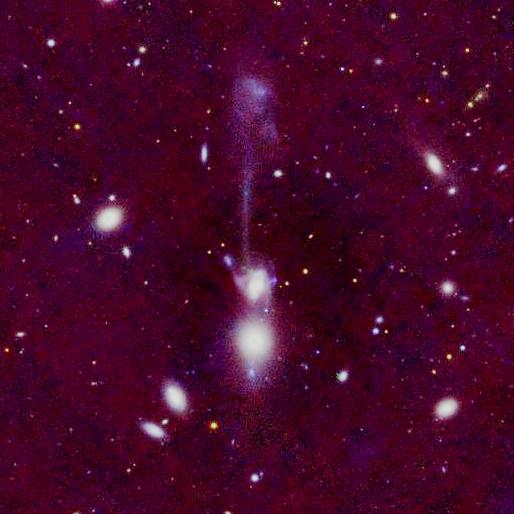
Arp 105 (The Guitar), una coppia di galassie interagenti dell'ammasso Abell 1185 (PanSTARRS1)

Abell 1185 è un ammasso di galassie situato nella costellazione dell'Orsa Maggiore, posizionato approssimativamente a 400 milioni di anni luce dalla Terra e che si estende per un milione di anni luce.
 
È un membro del Superammasso del Leone. Una delle sue galassie più brillanti è la NGC 3550.
Contiene galassie di ogni tipo con una netta maggioranza di centinaia di galassie ellittiche. 
Sono presenti anche un significativo numero di ammassi globulari non appartenenti a nessuna galassia in particolare ma in grado tuttavia di interagire con l'intero ammasso.
L'ammasso è noto per ospitare una coppia di galassie in collisione, Arp 105, formata dall'interazione di NGC 3561 e PGC 33992, soprannominata The Guitar per la morfologia che ricorda una chitarra.